# Gozo (państwo)
Gozo – historyczne nieuznawane (de facto niepodległe) państwo leżące na wyspie o tej samej nazwie, na terenie obecnej Malty, istniejące w latach 1798–1801, podczas francuskich wojen rewolucyjnych. Ten krótki okres w historii Gozo znany jest czasem jako La Nazione Gozitana (Państwo Gozo), kiedy Gozo oficjalnie było niepodległym państwem z królem Ferdynandem III Sycylijskim jako monarchą, oraz z rządem tymczasowym, na czele którego stał Saverio Cassar jako Gubernator Generalny.

## Historia
Do 10 czerwca 1798 roku Malta i Gozo były rządzone przez Zakon Świętego Jana. Kiedy Napoleon wyparł Rycerzy z archipelagu podczas swojej kampanii śródziemnomorskiej 1798 roku, Francuzi założyli garnizony w różnych miejscach na Malcie, jak również w Cittadelli oraz forcie Chambray, głównych fortyfikacjach Gozo.
2 września 1798 roku Maltańczycy wywołali w Mdinie powstanie przeciwko Francuzom, żądając powrotu rządów Królestwa Sycylii. Wieść się szybko rozniosła i 3 września mieszkańcy Gozo wywołali rewoltę. Archiprezbiter i proboszcz kościoła w Rabacie, Saverio Cassar został wybrany 18 września na przywódcę powstania. Kwatera główna powstańców została założona w Banca Giuratale (dziś siedziba Victoria Local Council – Rady Miejskiej w Victorii). Cassar zorganizował zbiórkę pieniędzy, aby opłacić żołnierzy pod swoim dowództwem. Aresztowano zwolenników Francuzów, w tym trzech kanoników.
Francuska załoga utrzymała się w Cittadelli i w forcie Chambray do 28 października, kiedy skapitulowała po nagocjacjach prowadzonych przy pomocy Sir Alexandra Balla. Żołnierze francuscy, w liczbie 217, poddali się bez walki i przekazali Brytyjczykom wyspę (Gozo), fortyfikacje, 24 działa, dużą ilość amunicji i 3200 worków mąki.
Dzień później, Brytyjczycy przekazali Gozańczykom kontrolę nad Cittadellą i resztą wyspy. Ludność ogłosiła Ferdynanda III Sycylijskiego swoim monarchą, i powołała rząd tymczasowy, na czele z Saverio Cassarem, który został Gubernatorem Generalnym. W skład rządu tymczasowego weszli tak Brytyjczycy, jak i Maltańczycy. Jego pierwszą akcją było rozprowadzenie przejętych zapasów żywności pomiędzy 16 000 mieszkańców wyspy. Flaga Królestwa Neapolu, która później została flagą Królestwa Obojga Sycylii, powiewała ponad Gozo, amunicja i zaopatrzenie płynęły z Neapolu, gdzie król Ferdynand wychwalał swoich „wiernych maltańskich poddanych”.
29 października Cassar poprosił o ustanowienie na Gozo osobnej diecezji. Rzymskokatolicka Diecezja Gozo została ostatecznie ustanowiona 22 września 1864 roku, 65 lat po petycji Cassara. Podczas swoich rządów, Cassar zorganizował administrację, ponownie otworzył sądy i wybrał nowych sędziów, a nawet otworzył urząd celny.
Gdy we wrześniu 1800 roku francuski garnizon w Valletcie poddał się, Malta została Brytyjskim Protektoratem. Cassar kontynuował niezależne rządy na Gozo do 20 sierpnia 1801 roku, kiedy to brytyjski Cywilny Komisarz Charles Cameron usunął go ze stanowiska. Emmanuele Vitale, również przywódca maltańskiej insurekcji, został Gubernatorem, Superintendentem Policji i Szefem Służby Zdrowia na Gozo, które to funkcje piastował do śmierci 14 miesięcy później.
16 grudnia 1805 roku, Cassar zmarł w wieku 58 lat.